# Kianja Barea
Le Kianja Barea (en français : stade Barea) est le plus grand stade malgache en configuration football et athlétisme comprenant 40 260 places assises. Il est situé dans l'arrondissement de Mahamasina à Antananarivo, la capitale de Madagascar. Son architecture s'inspire de la forme des ravinala et des collines de l'Imerina.

## Histoire
Après la mise en place de la colonie de Madagascar en 1897, un stade de 3 000 places y est construit. Aucune rénovation ne fut effectuée avant l'Indépendance de 1960. Depuis la fin des années 1970, le stade a connu quatre rénovations dont celle ayant débuté en 2020.
Le stade ayant alors une capacité de 20 000 places nécessitait une rénovation. Après la première qualification de Madagascar lors de la CAN 2019, la rénovation du stade, rebaptisé plus tard Stade Barea, a commencé en 2020. Ce nom a été choisi en l’honneur de l'équipe nationale malgache.   
Le premier match officiel au Stade Barea a eu lieu le 2 septembre 2021 pour précéder le match de qualifications pour la Coupe du monde de football 2022 entre Madagascar et le Bénin. C’est officiellement le 4 septembre 2021 que le stade a été inauguré en présence d’Andry Rajoelina et du footballeur Samuel Eto'o invité pour l’occasion. Cette cérémonie se devait d’être symbolique car ce stade fait maintenant partie des joyaux de la Grande île et de tous les Malagasy.  
Lieu d’investiture des chefs d’État malgaches, c’est aussi sur ce site que les souverains malgaches faisaient leurs apparitions publiques. C’est également là qu’est célébrée chaque année la fête nationale du 26 juin ainsi que le défilé militaire.

## Morts lors de bousculades
En 2005, le stade a été le lieu d'une bousculade qui a fait 2 morts durant un match opposant le club sud-africain des Kaizer Chiefs au club malgache USJF Ravinala (en).
En septembre 2018, le stade accueille la rencontre Madagascar-Sénégal, qualificative pour la CAN 2019. Avant le coup d'envoi, une bousculade à l'entrée du stade cause au moins 1 mort et 37 blessés.
Le 26 juin 2019, une bousculade mortelle se produit le jour de la fête nationale, qui cause 17 morts dont une majorité d'adolescents de moins de 15 ans.
Le 25 août 2023, une bousculade à l'entrée du stade lors de la cérémonie d'ouverture des Jeux des îles de l'océan Indien 2023 fait au moins 12 morts et 80 blessés.

## Événements accueillis
- Jeux des îles de l'océan Indien
- Coupe d'Afrique de rugby à XV
- Investiture du Président de la République de Madagascar
- Défilé militaire du 26 juin

## Galerie

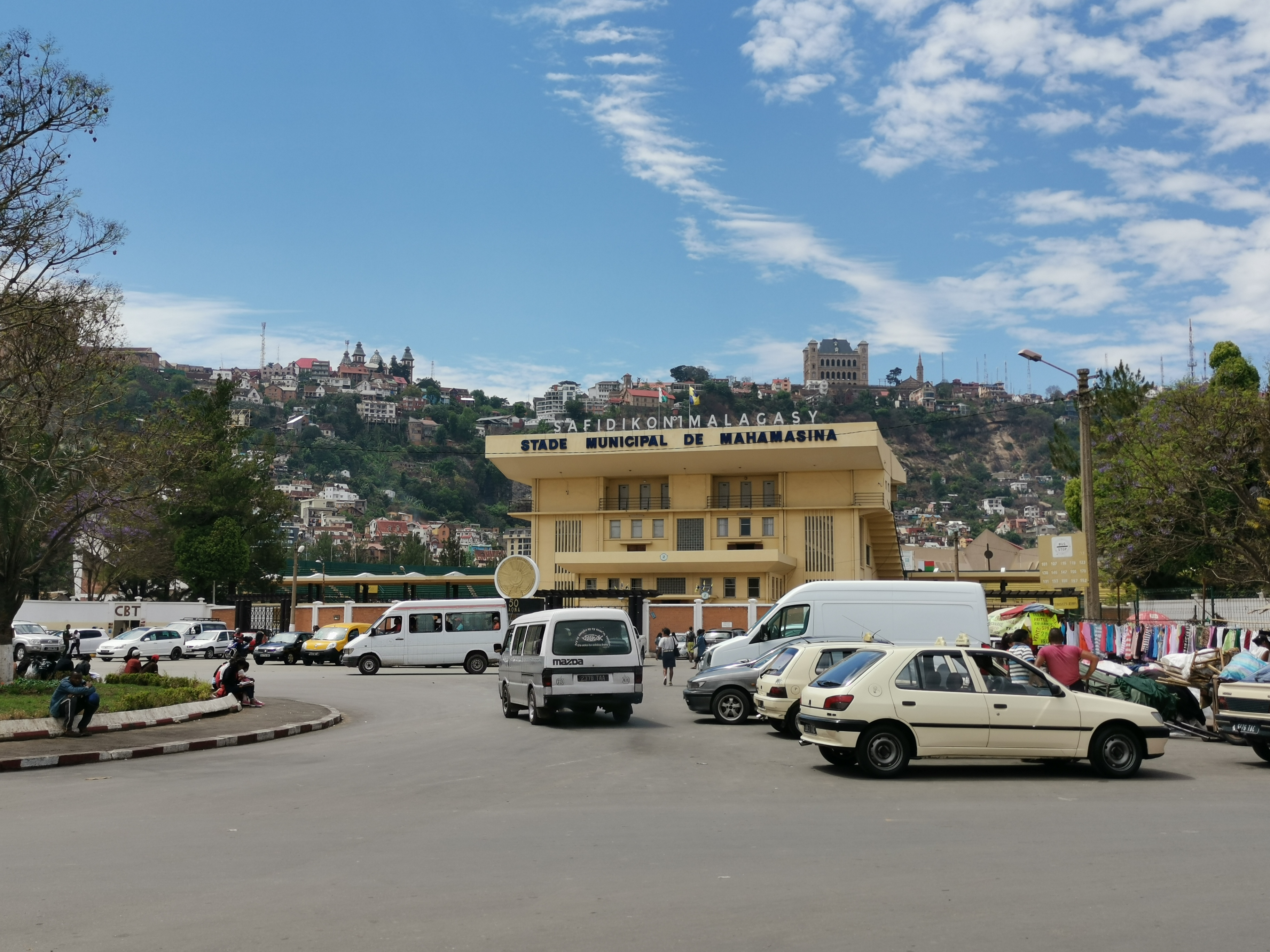
Entrée de l’ancien stade en 2019.
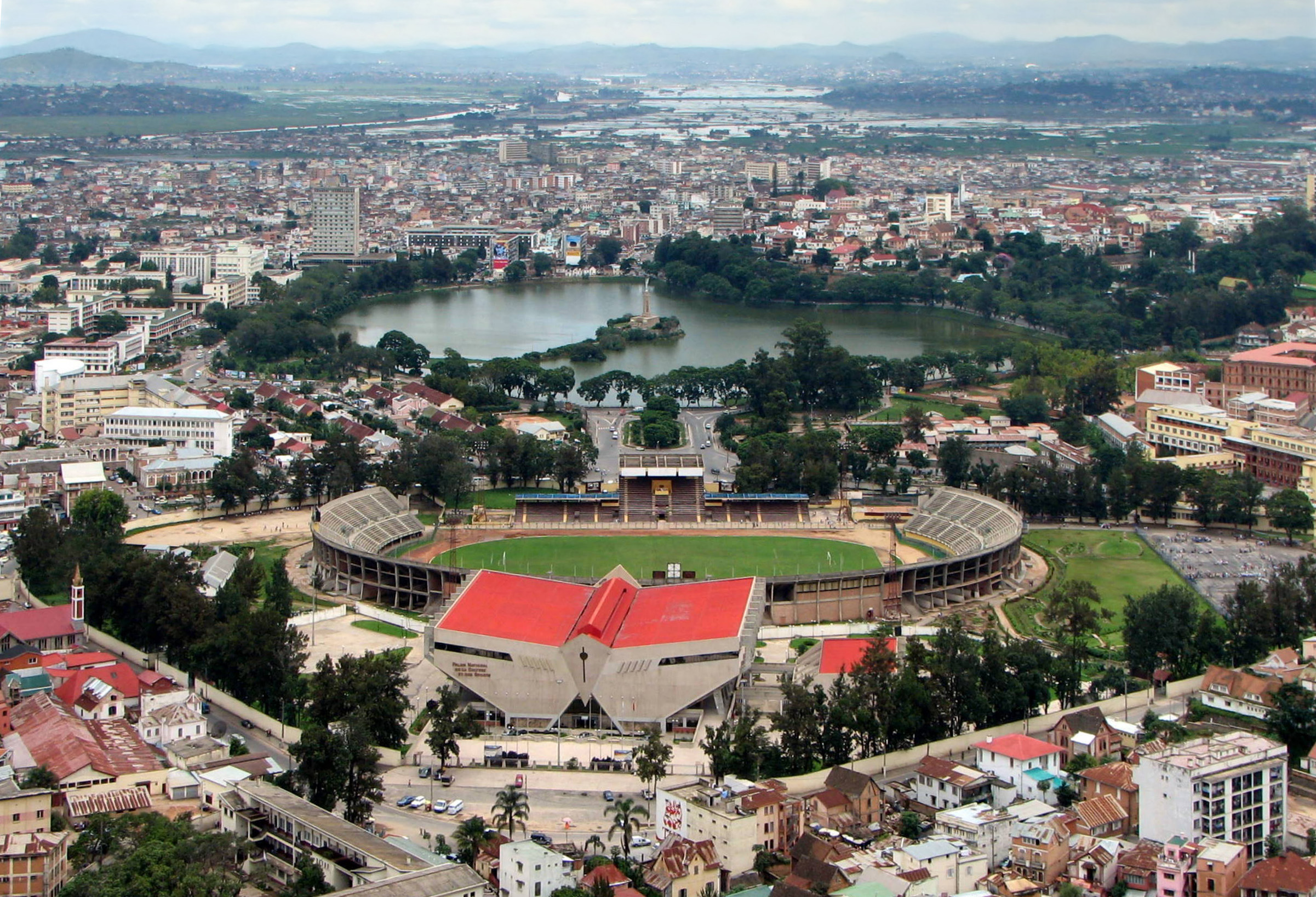
Au premier plan le Palais des Sports situé devant le stade en 2007.
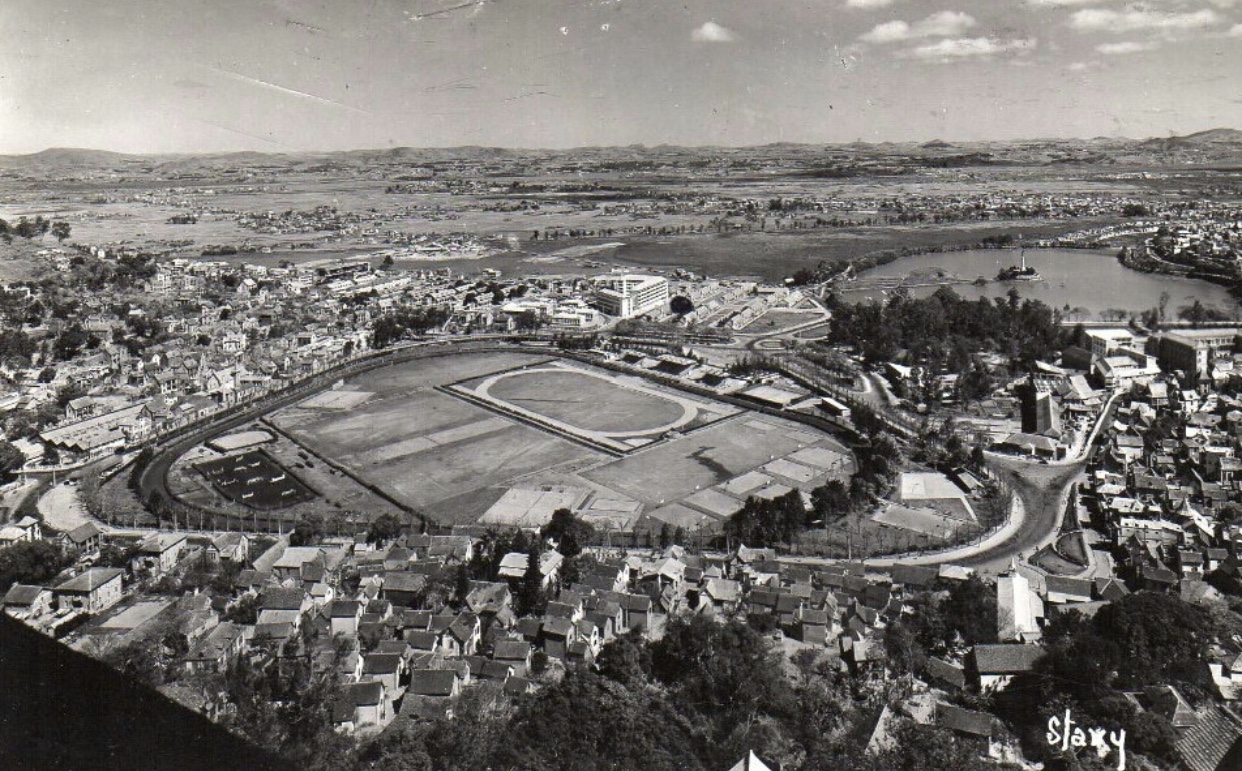
Stade municipal de Mahamasina vers 1950.